# Liste des maires de Dame-Marie-les-Bois
Cet article présente la liste complète des maires de Dame-Marie-les-Bois.

## Liste des maires
| Période         | Période         | Identité                               | Étiquette | Qualité            |
| --------------- | --------------- | -------------------------------------- | --------- | ------------------ |
| ?               | 1793            | Pierre Guérineau                       |           |                    |
| 1794            | septembre 1805  | Jean Hélouis                           |           | Bourrelier         |
| septembre 1805  | 1813            | Silvain Limousin                       |           | Marchand de bois   |
| 1814            | 2 juillet 1815  | Louis Morlais (adjoint faisant office) |           | Agriculteur        |
| 3 juillet 1815  | 7 juillet 1815  | Silvain Limousin                       |           | Marchand de bois   |
| 8 juillet 1815  | 20 juillet 1815 | Auguste Herry de Maupas                |           | Propriétaire       |
| 21 juillet 1815 | 1817            | Louis Morlais (adjoint faisant office) |           | Agriculteur        |
| 1817            | septembre 1821  | Louis Morlais                          |           | Agriculteur        |
| octobre 1821    | septembre 1830  | Auguste Herry de Maupas                |           | Propriétaire       |
| octobre 1830    | 4 octobre 1835  | Jacques Roy                            |           | Charpentier        |
| novembre 1835   | juin 1865       | Mathurin Bertin                        |           | Propriétaire       |
| juin 1835       | août 1835       | Louis Morlais (adjoint faisant office) |           | Retraité           |
| août 1865       | novembre 1870   | Anatole Herry De Maupas                |           | Propriétaire       |
| novembre 1870   | mai 1871        | Désiré Diot                            |           |                    |
| mai 1871        | mai 1884        | Anatole Herry De Maupas                |           | Propriétaire       |
| mai 1884        | mai 1904        | Désiré Diot                            |           |                    |
| mai 1904        | décembre 1919   | Jacques Dabert                         |           | Commerçant         |
| décembre 1919   | mars 1938       | Constant Chauveau                      |           | Bûcheron           |
| mars 1938       | septembre 1941  | Robert Dabert                          |           |                    |
| septembre 1941  | octobre 1944    | Albert Soulard                         |           |                    |
| octobre 1944    | octobre 1947    | Félix Robert                           |           |                    |
| octobre 1947    | décembre 1973   | Camille Meslier                        |           |                    |
| décembre 1973   | mars 1977       | Pierre Dabert                          |           | Viticulteur        |
| mars 1977       | mai 1985        | André Leray                            |           | Cadre PTT retraité |
| mai 1985        | juin 1989       | Marcel Gaudin                          |           |                    |
| juin 1989       | mars 2001       | Yves Le Mat                            |           | Retraité           |
| mars 2001       | avril 2014      | Anne-Marie Viaud                       |           |                    |
| avril 2014      | mai 2020        | Manuela Pereira                        | SE        |                    |
| mai 2020        | En cours        | Jocelyne Petay                         |           |                    |

## Pour approfondir